# Protaetia persica
Protaetia persica är en skalbaggsart som beskrevs av Ernst Gustav Kraatz 1886. Protaetia persica ingår i släktet Protaetia och familjen Cetoniidae. Inga underarter finns listade i Catalogue of Life.